# 砍高粱棋
砍高粱棋，是山東金鄉縣等地的兩人傳統棋類。

## 棋具
- 棋盤為四路縱橫交叉。
- 每方四枚，以顏色區分。

## 規則
- 初始佈置為雙方各據底線。
- 每方輪流動一己棋斜向移動一格，至空處或敵棋處。若至敵棋處，將該子移除。
- 以消滅敵方獲勝[2]。